# 裝甲核心系列
機戰傭兵系列是FromSoftware公司自1997年7月10日在索尼PlayStation平台上推出，使用全3D展現的機甲戰鬥的第三人稱視點之射擊遊戲。其著名於可以讓玩家自行組裝機械人極多的設定，而單以零件配合及組裝千變萬化外觀及性能，與及加上色彩、徽章等塗裝的個性化元素，讓得玩家的自訂機體機乎是獨一無二的極強自訂性質。而從只有PlayStation平台開始到現在PlayStation 3、PlayStation Portable、Xbox及移動電話（暫只限日本）等等平台上的作品超過10多部，均深受世界各地玩家著迷。而能長久保持著世界各地玩家組織同好會繼續討論與交換情報的一套經典遊戲系列。

## 作品
| 1997 | 機戰傭兵             |
| 1997 | 機戰傭兵 幻影計劃    |
| 1998 |                      |
| 1999 | 機戰傭兵 競技場之王  |
| 2000 | 機戰傭兵2            |
| 2001 | 機戰傭兵2 另一個時代 |
| 2002 | 機戰傭兵3            |
| 2003 | 寂靜前線 機戰傭兵    |
| 2004 | 機戰傭兵 連接        |
| 2004 | 機戰傭兵 九號破壞者  |
| 2004 | 機戰傭兵 方程式前線  |
| 2005 | 機戰傭兵 最後的傭兵  |
| 2006 | 機戰傭兵4            |
| 2006 | 機戰傭兵行動版 任務  |
| 2006 | 機戰傭兵行動版2      |
| 2007 | 機戰傭兵行動版3      |
| 2007 | 機戰傭兵行動版4      |
| 2008 | 機戰傭兵 尋求答案    |
| 2009 |                      |
| 2010 |                      |
| 2011 |                      |
| 2012 | 機戰傭兵V            |
| 2013 | 機戰傭兵 審判日      |
| 2014 |                      |
| 2015 |                      |
| 2016 |                      |
| 2017 |                      |
| 2018 |                      |
| 2019 |                      |
| 2020 |                      |
| 2021 |                      |
| 2022 |                      |
| 2023 | 機戰傭兵VI 境界天火  |

| 作品(中文名稱)       | 作品(英文名稱)                    | 发行年份 | 平台                                                             | 备注                                                             |
| -------------------- | --------------------------------- | -------- | ---------------------------------------------------------------- | ---------------------------------------------------------------- |
| 機戰傭兵             | Armored Core                      | 1997     | PlayStation                                                      |                                                                  |
| 機戰傭兵 幻影計劃    | Armored Core: Project Phantasma   | 1997     | PlayStation                                                      |                                                                  |
| 機戰傭兵 競技場之王  | Armored Core: Master of Arena     | 1999     | PlayStation                                                      |                                                                  |
| 機戰傭兵2            | Armored Core 2                    | 2000     | PlayStation 2                                                    |                                                                  |
| 機戰傭兵2 另一個時代 | Armored Core 2: Another Age       | 2001     | PlayStation 2                                                    |                                                                  |
| 機戰傭兵3            | Armored Core 3                    | 2002     | PlayStation 2、PlayStation Portable                              | PlayStation Portable版《装甲核心3 携带版》于2009年发行           |
| 寂靜前線 機戰傭兵    | Silent Line: Armored Core         | 2003     | PlayStation 2、PlayStation Portable                              | PlayStation Portable版《寂静前线 装甲核心 携带版》于2009年发行   |
| 機戰傭兵 連接        | Armored Core: Nexus               | 2004     | PlayStation 2                                                    |                                                                  |
| 機戰傭兵 九號破壞者  | Armored Core: Nine Breaker        | 2004     | PlayStation 2                                                    |                                                                  |
| 機戰傭兵 方程式前線  | Armored Core: Formula Front       | 2004     | PlayStation 2、PlayStation Portable                              |                                                                  |
| 機戰傭兵 最後的傭兵  | Armored Core: Last Raven          | 2005     | PlayStation 2、PlayStation Portable                              | PlayStation Portable版《装甲核心 最後的傭兵 攜帶版》于2010年发行 |
| 機戰傭兵4            | Armored Core 4                    | 2006     | PlayStation 3、Xbox 360                                          |                                                                  |
| 機戰傭兵行動版 任務  | Armored Core: Mobile Mission      | 2006     | 行動電話                                                         |                                                                  |
| 機戰傭兵行動版2      | Armored Core: Mobile 2            | 2006     | 行動電話                                                         |                                                                  |
| 機戰傭兵行動版Online | Armored Core: Mobile Online       |          | 行動電話                                                         |                                                                  |
| 機戰傭兵行動版3      | Armored Core: Mobile 3            | 2007     | 行動電話                                                         |                                                                  |
| 機戰傭兵行動版4      | Armored Core: Mobile 4            | 2007     | 行動電話                                                         |                                                                  |
| 機戰傭兵 尋求答案    | Armored Core: For Answer          | 2008     | PlayStation 3、Xbox 360                                          |                                                                  |
| 機戰傭兵V            | Armored Core V                    | 2012     | PlayStation 3、Xbox 360                                          |                                                                  |
| 機戰傭兵 審判日      | Armored Core: Verdict Day         | 2013     | PlayStation 3、Xbox 360                                          |                                                                  |
| 機戰傭兵VI 境界天火  | Armored Core VI: Fires of Rubicon | 2023     | PlayStation 4、PlayStation 5、Xbox One、Xbox Series X/S、Windows |                                                                  |

作品系列分類
1系AC，幻影計劃及競技場之王。
2系AC2及另一個時代。
3系AC3及寂靜戰線。
N系連接，九號破壞者及最後的傭兵。
4系AC4及答案
5系ACV及審判日
6系AC6

## 世界觀
人類在不同的時間地點（地面、地底、火星等）或年代﹝因應不同版本各有不同﹞的大大小小戰爭中，社會的結構從各國政府管理轉變由戰爭中的最大利益者 ─ 企業所取代來管理人民，它們完全控制世界上所有資源分配，包括居所、食物、能源等等。而企業間的利益衝突亦漸漸激烈，使得企業間僱用介乎中立的被稱為Raven的傭兵（玩家）或組織來作為企業間或明或暗的鬥爭工具。而傭兵也為著自己的利益及特殊身份（待遇）而作互相競爭。任務中可以獲取金錢以購買各種各樣的零件來強化自己的AC。

### 系列用語詞彙
Raven在初代直至AC4的世界觀，泛指所有以駕駛AC來賺取酬勞的傭兵。除了個別作品，基本上1系到N系的所有Raven都隸屬於故事中的傭兵組織（例如1系的Raven's Nest），接受由組織代為仲介的任務，或者參加組織舉辦的競技場比賽賺取金錢。至於AC4，駕駛AC normal 的傭兵亦被稱為Raven。但由於AC next 及Links 的出現，大部分的Raven在國家解體戰爭中戰死，只有極少數的Raven轉而成為Links，AC4的主人公即為該少數例子之一。而Raven一詞自國家解體戰爭及AC4主人公以後，成為了4系故事裡的歷史名詞。
Links/Lynx4系名詞，專指AC NEXT的駕駛者。由於NEXT的操作系統AMS雖然可以將駕駛者的能力直接反映在機體的戰鬥力上，但是亦對駕駛者的AMS適性有極高要求。而AMS適性是一種天生的素質，以訓練的方式去提高適性乃極之困難。當中亦有些Links/Lynx並非軍人出身，而是企業的研究所的實驗對象。Links/Lynx都會從企業管理機構得到一個管理編號(Links/Lynx No.)，而參與過國家解體戰爭的Links/Lynx均被稱為Original。AMS適性較低的Links/Lynx，通常會在NEXT身上裝備武器腕取代人型手腕，以減輕操作時的負擔。
AMS全稱Allegory Manipulation System，以腦機介面的方式操作機體。
9號球 / Nine Ball在初代AC ACMOA AC2 ACNB 中出現過的終極 Boss。其中初代初登場的為舊式AC，MOA初登場的為Nine Ball Seraph（特殊機型）,NB初登場的為普通AC（NORMAL）。初代AC中曾有RAVEN駕駛Nine Ball的設定，不過最終在遊戲中并沒有採用。而是成為了AI駕馭的量產機。因其系列中登場次數眾多與強大的實力，成為AC史上最有名的機體。
KOJIMA粒子4系名詞。故事中是國家解體戰爭未爆發時（7年前）發現的新物質，以發現者姓氏命名。有極大的軍事價值，亦是令AC next得以成功開發的原因之一。所有從其衍生出來的科技均統稱為KOJIMA科技。不過KOJIMA粒子所產生的污染則會對環境及生物形成半永久的負面影響。
AA即Assault Armor(AA)，在4的世界观里，LINKS戰爭后出現的一種OB部件附加功能。在OO-ARETHA試驗機型上第一次進行了裝備并實戰。由高密度KP(KOJIMA粒子)的PA瞬間膨脹造成KP爆發，以此給周圍帶來物理殺傷。
ACArmored Core 全寫，能依需要任意換裝和攜帶不同類型武器的戰鬥機械人兵器。机器人由頭 (Head)、 身 (Core)、 手 (Arms)、 腳 (Legs)、 火控系統 (FCS)、 推進器 (Booster)、 發電機 (Generator)、 散熱器 (Radiator)、 內藏式設備 (Inside)、 外置式設備 (Extension)、 背部設備 (Back Unit)、 右手設備 (Arm Unit R)、 左手設備 (Arm Unit L)、 選擇性零件 (Optional Parts)、 安定裝置 (Stabilizers)这些部分构成。
QBQuick Boost(QB)，AC NEXT所搭載的推進器的推進方式之一。靠短時間內極高出力的推進進行機動。是確保NEXT機動性的重要技術。因為需要極其精密的制御，所以NEXT裝備了AMS這個必要的系統。
ENEnergy(EN), 即電力。 由發電機（Generator）提供的基本能源。
MT即Muscle Tracer（MT），最初作為工業生產用機械被發明使用的重型機械。后採用了CORE理念而誕生了Cored MT。於是順其自然就有了強化其武裝專用于軍事的Armored Core。也就是說遊戲中雜兵角色的 MT 實則是 AC 的前身。遊戲中沒有採用CORE理念的機甲通稱為MT。
Nexts and Normals在4的世界观里，舊世代的 AC 被稱為 Normal，比 Normal 強化的新一代更快速更高機種性更大破壞力主流 AC 則被稱為 Next。
OBOver Boost(OB),AC2開始CORE部件所增設的功能。靠長時間大出力的噴射來帶給機體更快的速度，代價是同時消費大量的EN。在4系中OB機構作為單獨的部件被獨立出來，且由於OB消耗KP所以使用中PA會衰減。
Vanguard Overed Boost簡稱VOB，為 Next 所通用的附加加速裝置，常用於長距離極速把 Next 送至任務所需位置。
WG全名 White-Glint (中譯『白色閃光』)為 ACFA 開始登場的 Next，亦為 ACFA 的封面及宣傳片中主要機體。而AC4亦有一台同名Next，但外表及零件構成完全不同。
月光系列中名稱帶有MOONLIGHT字樣的的光劍（Laser Blade）的通稱。擁有同類部件中絕對出色性能的著名部件。
KARASAWA玩家常稱「唐澤」。系列中以高火力，高彈速及彈數多見稱的高性能重型光束步槍。是與光劍MOONLIGHT齊名的著名部件。直到SL為止只能裝備於右手，N系開始有左手用版本。4系時改稱Canopus。名稱出自本系列的前製作人唐澤靖宜。
強化人類經過強化而擁有常人沒有的能力的人。通過手術，與腦埋入人機接口，強化心肺機能和骨骼強度等人體機能，達到感知和AC共通和增強耐G能力等效果。因為要改造腦部所以有造成腦功能損傷/喪失的可能性。 1系和2系中負賬一定金額后會被強行改造。3系中則作為通關后的獎勵OP零件出現。N系中則成為敵人的專利。4系中並無強化人的概念，而是直接将Normal驾驶员和LINKS区别开。在4的世界观中，LINKS通过手术改造，能直接利用AMS与机体联接，从而大幅提高机体性能。也可以将其称为新一代的强化人。
Irregular1系世界觀中，對於實力強大得足以影響到各個勢力之間的勢力均衡的Raven的稱呼。在玩家之間則是用來讚賞某玩家技術高超。
Dominant出自Last Raven，用以稱呼一些在戰場上能以一己之力扭轉局勢的戰鬥天才。是故事內昔日某個科學家提倡，但被視為偽科學的學說。跟Irregular一樣，是對技術高超的玩家的敬稱。

### 獨特性與傳統
- 因為零件多，設定數值複雜，單以性能上的配搭與微調已經可以使得即使用相同的零件，設定出來的 AC 也不會完全相同。加上外表的修飾（AC4更加入前後左右支體平均值，而出現極影響外表的重量平均零件）、染裝、自訂徽章等等，使得很強調主自訂性，而成為此遊戲魅力所在。
- 亦因為配搭複雜，各零件互相影響數值而使得組裝也是一件很大的工程（情況極像現實賽車一樣），相對於同期其他第一身視點的機械人戰鬥遊戲，顯得難學難精，而變得入門太難而限制普及度。就例如香港也很少人玩這遊戲，由 ACNB 開始幾乎所有零售店也不敢引入出售，有也只極少量。可是一旦迷上後又會極瘋狂甚至死忠的極端現象。
- AC2 至 ACLR 機械設計由河森正治擔任，其獨特機械設計風格使得該時期的作品極有質感和力量感，生色不少。其後 ACFA 亦請河森擔任一部可變 AC（名為白色閃光，亦是唯一部可變形的）設計。
- 配樂全數使用重金屬電子音樂，較硬派和機械味濃。而由 Armored Core 4 開始漸漸加入交響樂，但重電子音樂傳統還是保留。
- 網絡對戰，在Armored Core 4中因為使用平台（PS3/Xbox）之便而加入跨地區之網絡對戰。（PS2年代因為硬件所限，即使有第三方軟件協助，跨地區網絡戰用戶並不多）
- AC3P、ACSLP及ACLRP 這三部後期復刻於 PSP平台的作品，比原本的 PS2 版加入更多零件，部份復刻至更早版本如AC2，亦有部份是新加，如小說版中的機體。

## 衍生產品

### 音樂
FromSoftware内部有个名为 《FreQuency》的乐队，专为《装甲核心》系列制作音乐而闻名，其中星野康太以撰写《机战佣兵》系列中的多个游戏以及担任《FreQuency》的贝斯手和歌手而闻名。星野康太于《装甲核心VI 境界天火》仍然担当作曲。

### 模型
由壽屋（KOTOBUKIYA Co.,Ltd）所推出的 1/72 Variable Infinity（簡稱 V.I.）系列，極像遊戲中組裝零件一般，可互換頭、手、身、腳及各武器

### 小說
- 《アーマード・コア ザ・フェイク・イリュージョンズ Armored Core - The Fake Illusions》[2]
- 《アーマード・コア マスターオブアリーナ Master of Arena 》

Fami通文库刊行，两部均由日本小说家篠崎砂美创作的初代《装甲核心》官方小说，松田大秀担当插画。根据日文维基百科，小说现已绝版。
《AC4アナザーストーリー Another Story》
随着《装甲核心4》发表，为本传开始前的5篇外传作品，每个都在不同的媒体上连载
- 『ARMORED CORE Retribution』於模型雜誌《電擊 Hobby》連載過模型插圖式及純文字小說，官網亦有直接連載過小說
- アナザーストーリーVol.1 『海上空港奪還作戦』（アーマード・コア公式ウェブサイトおよび雑誌広告）
- アナザーストーリーVol.2（店頭フライヤー連載）
- アナザーストーリーVol.3 『リンクスレポート』（アーマード・コア公式ウェブサイト）
- アナザーストーリーVol.4 『熱砂の嵐』（GyaO）

《ARMORED CORE FORT TOWER SONG》
从2月号到7月号《月刊Dragon Magazine》上连载，2007年出版，和智正喜执笔，えびね担当插画。
《ARMORED CORE BRAVE NEW WORLD》
2008年10月号《電擊 Hobby》上连载，神野淳一执笔的公式小说。

### 動畫
2007年，因為企劃的公司倒閉，原本計劃 OVA 動畫作品胎死腹中。
2024年8月由Amazon Prime在Gamescom首次揭晓，将于12月10日全球首播的美国成人动画选集系列《秘密關卡》中，该系列讲述了基于热门电子游戏和系列的15个独立短篇故事，剧集中出现的电子游戏系列包括了《装甲核心》的独立短篇剧集。
该系列于Gamescom上公布预告片，在《装甲核心》一集中出现的飞行员角色因其与基努·里维斯的相似性成为媒体关注和猜测的焦点。

### 漫畫
2007年2月号 - 2007年6月号　于《月刊龍時代》连载 ，由氷樹一世作画的《ARMORED CORE TOWER CITY BLADE》全1巻

## 外部連結
- 官方网站 （日語）
- 裝甲核心系列的Instagram帳戶
- 裝甲核心系列的X（前Twitter）